# HC Kampen
HC Kampen is een Nederlandse hockeyclub uit de Overijsselse plaats Kampen.
De club werd opgericht op 11 mei 1970 en speelt op Sportpark Hagenbroek in de gelijknamige wijk waar ook een korfbal- en een atletiekvereniging zijn gevestigd. Speelde het eerste damesteam in het seizoen 2012/13 nog in de Vierde klasse van de KNHB, in het seizoen 2015/16 speelden zowel Dames 1 als Heren 1 in de Reserveklasse.